# Звезда смрти
Звезда Смрти (енгл. Death Star) је измишљена свемирска станица и галактичко супероружје које се појављује у Ратови звезда. Са посадом од 1,7 милиона војног особља и 400.000 дроида, ова свемирска станица је дизајнирана са способношћу да уништи целу планету једним пуцњем из свог суперласера.

## Порекло и дизајн
Детаљи, као што су локације суперласера, мењаних на различитим концептним моделима у току продукције Ратови звезда, реализација Звезде Смрти као велике сферичне свемирске станице преко 100 км у пречнику су усклађени. Модел Звезде Смрти креирао је Џон Стирс. Звук зујања који одбројава испаљивање супер-ласера Звезде Смрти долази из серијала Флеш Гордон. Портрет недовршене, и даље снажне свемирске станице представљао је проблем за Industrial Light & Magic одељење за моделирање за Повратак џедаја. Само је предња страна модела, пречника 137 центиметара, завршена, а слика је хоризонтално окренута за коначни филм. Обе Звезде Смрти су приказане комбинацијом комплетних и секцијских модела и мат позадина.

## Опис

### Филмови
Оригинална Звезда Смрти у комплетном облику се појављује у Ратовима звезда. Под командом Великог Мофа Таркина, она је ултимативно оружје Галактичке Империје: то је огромна сферична свемирска станица од преко 100 километара у пречнику која је у стању да уништи планету једним поготком својим суперласером. Филм почиње када принцеза Леја Органа украде планове Побуњеничкој алијанси који би им помогли у уништењу Звезде Смрти. Таркин наређује Звезди Смрти да уништи Лејину домовину Олдерон, у покушају да је натера да му каже локацију тајне Побуњеничке базе; она им даје лажну локацију на Дантуин, али Таркин је ипак одлучио да уништи Олдерон, као демонстрацију ватрене моћи Звезде Смрти и одлучности Империје. Касније, Лук Скајвокер, Хан Соло, Чубака, Оби-Ван Кеноби, C-3PO и R2-D2 су увучени у станицу помоћу вучног зрака. Тада су они пуком случајношћу спасили принцезу. Дарт Вејдер осећа Оби-Ваново присуство када је Миленијумски соко слетео на Звезду Смрти и он га тражи након чега следи славни дуел светлосним сабљама између њих двојице, али не пре него што је Оби-Ван деактивирао зрак како би ослободио остале. Касније, Лук предводи напад са циљем да се нападне слаба тачка. Станица је уништена уз помоћ новооткривених Лукових моћи у Сили пре него што је станица успела да уништи Јавин 4, на коме се налазила побуњеничка база.
Повратак џедаја представља другу Звезду Смрти, чија је градња и даље у току, у орбити месеца Ендора. Император Палпатин и Дарт Вејдер шаљу побуњеницима лажне информације да системи оружја нису у функцији како би их намамили у замку и окренули Лука на мрачну страну Силе. У климаксу филма, повређени Вејдер баца Палпатина у језгро реактора станице, чиме га је усмртио. Вејдер, који је заправо Луков отац, Анакин Скајвокер, је тада и сам смртно рањен. Скајвокер бежи са Вејдеровим телом неколико тренутака пре него што ће Побуњеници уништити реактор, изазвавши ланчану реакцију која доводи до огромне експлозије.
Прве шеме Звезде Смрти се могу видети у сцени на Џионоузису у епизоди II, и приказана је у раној фази конструкције на крају епизоде III.
Експлозија Звезде Смрти је измењена у специјалном издању Нове Наде и Повратка Џедаја где је рендерована са такозваним ефектом Праксис (енгл. Praxis effect) где избија пљоснати прстен изазван експлозијом.
Холограм оригиналне Звезде Смрти се види у сцени код Побуњеничке базе у Звездани ратови: Буђење силе и узета је као поређење са супероружјем Првог Реда, базе Старкилер , која не само што је већа од свог претходника, него је и много разорнија јер може да уништи цео звездани систем у једном испаљивању топа.
Филм Одметник 1: прича Ратова звезда се фокусира на дружину побуњеника која краде планове за прву Звезду Смрти.

### Проширени Универзум

#### Легенде
Обе Звезде Смрти се појављују у оригиналним „Легендама” проширеног Универзума Звезданиих ратова. Конструкција прве Звезде Смрти је субјекат Мајкл Ривесове и Стив Перијеве новели Звезда Смрти. У продукцији LucasArt, Ратови Звезда: Бојно Поље 2, играч учествује у мисији обезбеђивања кристала који се користе у суперласеру Звезде Смрти. Конструкција Прве Звезде Смрти је крај видео игрице, The Force Unleashed. Кевин Џ. Андерсонова трилогија Академија Џедаја представља Maw јато црних рупа које штите лабораторију у којој је саграђен прототип Звезде Смрти (која се састоји од супер структуре, енергетског језгра, и суперласера). Радио драмска адаптација Нове Наде представља Лејино (Ен Сечиз) и Бејл Органино (Стефан Елиот) откриће постојања Звезде Смрти и Лејина мисија да украде шеме свемирске станице. Први ниво LucasArt-ове Тамне Силе даје играчу споредну улогу у Лејиној мисији, док мисија у Бојном Пољу 2 даје играчу могућност да контролише Стормтрупера или Дарт Вејдера у покушају да открије планове и зароби Леју. Стив Перијева новела Сенке Империје описује мисију која описује Побуњенике у покушају да открију постојање Звезде Смрти. Та мисија се може видети у LucasArt-овом X-Wing Alliance борилачком симулатору. Многи LucasArt титлови реконструишу филмски напад на Звезду Смрти, и сама Звезда Смрти је оружје које контролише Империја у стратешкој игрици Рат. Варијанта Звезде Смрти се појављује у Кевин Џ. Андерсоновој новели Darksaber, а прототип Звезде Смрти се може наћи у његовој новели Истрага Џедаја.
Прва Звезда Смрти је приказана са огромним бројем особља, имајући у виду 265,675 људи, као и 52,276 ловаца, 607,360 војника, 30,984 стормтрупера, 42,782 брода за спашавање, и 180,216 пилота. Њени хангари садрже јуришне шатлове, ратне бродове, свемирске крстарице, копнена возила, бродове за спашавање и 7,293 TIE ловаца. Такође је заштићена са 10,000 батерија турбо-ласера, 2,600 јонских топова, и барем 768 пројекторских ласера. Многи извори кажу да Звезда Смрти има ширину од око 140 до 160 километара. Постоји и шири распон за другу Звезду Смрти, од око 160 до 900 километара.
У Дизнијевој атракцији, Обилазак Звезда: Авантура се Наставља, гости могу путовати унутар завршене Звезде Смрти током једне неодлучне секвенце пута. У оригиналном Обиласку Звезда, Звезда Смрти 3 се види срушена током новорепубличког дела туре.

#### Канон
У дечјој књизи - 2014, Звездани ратови: Битке Звезде Смрти, видљиви су детаљи прве и друге Звезде Смрти.
Књига - 2014, Звездани ратови: Таркин, описује детаље живота Великог Мофа Таркина, и приказује будућу прву Звезду Смрти.
Књига - 2015, Звездани ратови: Последице приказује последице уништења друге Звезде Смрти, и има многа присећања овог догађаја. Један од главних ликова у роману избегава експлозију Звезде Смрти. Уништење друге Звезде Смрти је приказано у холограмима у књизи. Звезда Смрти је такође на корици књиге.
У игрици - 2015, Звездани ратови: Устанак, се приказује последица уништења друге Звезде Смрти, и приказују се холограми њеног описа у више наврата ван и у исеченим сценама.
Канонска популација прве Звезде Смрти је била 1,7 милиона људи и 400,000 дроида.

## Културни утицај
Звезда Смрти је заузела девето место 2008. у 20. Century Fox анкети најпопуларнијих филмских оружја. Такође је упућена ван контекста Ратова Звезда.
KTCK (SportsRadio 1310 The Ticket) је у Даласу био први који је користио термин Звезда Смрти да опише нови Каубој Стадион, сада AT&T Стадион. у Арлингтону, у Тексасу. Термин се од тада проширио на локалне медије и генерално је прихваћен као прави надимак за стадион.
Стратегија Звезде Смрти је било име које је Енрон дао једном од њихових лажних пословних пракси за манипулисање Калифорнијског енергетског тржишта.
AT&T корпорацијски лого представљен 1982. је незванично назван Звезда Смрти. Ars Technica из AT&T-ове Звезде Смрти у чланку критикује политику компаније. T-Mobilе је назвао закључује АТ&Т „Звездом Смрти“ те да има „репутацију налик Имерији“ у саопштењу.

### У науци
Осим тога, неколико астронома су назвали 1984. Звездом Смрти Осветника, хипотетичку звезду која је одговорна за комете и астероиде из Оортовог облака које због гравитације иду према Земљи.

### Роба
Кенер и АМТ су направили сет играчака и модела, односно прву Звезду Смрти. 2005. и 2008. Лего је избацио моделе прве и друге Звезде Смрти. Палитој је направио верзију карте Звезде Смрти као сет играчака за линију акционих фигурица 1979. у Уједињеном Краљевству, Аустралији и Канади. Обе Звезде Смрти су део различитих Микро Машина. Звезде Смрти и локације у њима су картице у Decipher, Inc.-овој и Wizards of the Coast-овој Star Wars Customizable игри картама и Star Wars игри дељења карта. Хасбро је објавио модел Звезде Смрти који се претвара у Дарт Вејдера. Estes Industries је објавио верзију летећег модела станице.
Кутија за накит са мотивом Звезда Смрти је такође објављена од стране Royal Selangor-а 2015, као ограничено издање и промоцију за нову епизоду Звезданих ратова: Буђење Силе.

### Петиција Беле Куће
Током 2012. и 2013. је постављен предлог на веб сајту Беле Куће који позива САД да изгради праву Звезду Смрти као економски стимуланс и отварање нових радних места. Петиција је скупила више од 30,000 потписа, довољно да се квалификује као службена. Службени одговор је објављен у јануару 2013. напоменувши да би за изградњу праве Звезде Смрти улог био 850 билијарди долара, док је на блогу International Buisness Times-a срачунато, да по садашњим мерама продукције челика, не би било довољно истог за прављење Звезде Смрти наредних 833,000 година. Бела Кућа је одговорила изјавом Управа не подржава дизање планета у ваздух, тј. у свемир и на питања о финансирању оружја са темељном грешком која може бити искоришћена од стране једног човека на свемирском ловцу као разлог за одбијање петиције.